# Neriene nigripectoris
Neriene nigripectoris là một loài nhện trong họ Linyphiidae.
Loài này thuộc chi Neriene. Neriene nigripectoris được Ryoji Oi miêu tả năm 1960.